# Chelonus elachistae
Chelonus elachistae är en stekelart som först beskrevs av Vladimir Ivanovich Tobias 1995.  Chelonus elachistae ingår i släktet Chelonus och familjen bracksteklar. Inga underarter finns listade i Catalogue of Life.